# Richard A. Beth
Richard Alexander Beth (* 14. Januar 1906 in Manhattan, New York; † 26. Dezember 1999 in Princeton, New Jersey) war ein US-amerikanischer Wissenschaftler, der vor allem für das nach ihm benannte Beth’s Experiment bekannt ist.

## Leben und Wirken
Beth wurde in Lower Manhattan als einziges Kind deutscher Immigranten geboren. Er studierte Elektrotechnik am Worcester Polytechnic Institute (WPI), wo er 1927 den Bachelor of Science und 1929 den Master of Science erwarb. Danach studierte er Mathematik an der Universität Frankfurt und wurde 1932 unter Ernst Hellinger mit einer Dissertationsschrift über die Spektraldarstellung von Jacobiformen promoviert.
Als Beth in die USA zurückkehrte, verhalf ihm sein Mentor Alexander Duff zu einer Assistenzprofessur am WPI, die er bis 1939 innehatte. Außerdem arbeitete er als wissenschaftlicher Mitarbeiter am Frist Campus Center (damals noch „Palmer Physical Laboratory“ genannt) an der Princeton University unter der Förderung von Albert Einstein. Sein bekanntestes Werk veröffentlichte Beth 1936: Den Nachweis des Drehimpulses von zirkular polarisiertem Licht. Das dazugehörende Experiment ist heute als Beth’s Experiment bekannt. 1942 verließ er die Princeton University.
Anfang der 1940er Jahre beteiligte Beth sich im Rahmen der Waffenforschung an der Weiterentwicklung der Durchschlagskraft von Projektilen und anderen Projekten für das National Defense Research Committee (NDRC) im Committee on Passive Protection Against Bombing (PPAB). Für seine Kriegsarbeit erhielt Beth von Präsident Truman die Certificate of Merit Medal. Obwohl er nicht am Manhattan-Projekt beteiligt war, wurde er für die Alsos-Mission ausgewählt.
1946 wurde Beth Vorsitzender des Fachbereichs Physik an der Case Western Reserve University, 1954 aber verließ er diese um am Brookhaven National Laboratory an der Entwicklung von Hochenergie-Teilchenbeschleunigern zu arbeiten. Er blieb bis zu seiner Pensionierung 1971 in Brookhaven, währenddessen entstanden mehrere wissenschaftliche Publikationen.
Vor seiner Zeit in Brookhaven war Beth als Fulbright Austauschprofessor an der Universität Innsbruck, 1963–1964 hatte er einen ähnlichen Posten an der Universität Bonn inne.
Nach seiner Pensionierung und bis zu seinem Schlaganfall arbeitete er in Brookhaven weiterhin als Berater an verschiedenen Projekten, darunter Vorentwürfe für die Magnete des geplanten aber nie realisierten Superconducting Super Colliders. Er beschäftigte sich ebenfalls mit der Theorie der Quaternionen und deren Anwendungen auf Probleme der relativistischen Physik.
Beth war Fellow der American Physical Society und Mitglied der Sigma Xi Vereinigung und identifizierte sich stark mit seiner Rolle als Wissenschaftler. Er pflegte außerdem ein ausgeprägtes Interesse an der Geschichte und Philosophie der Wissenschaft, seine Helden waren Archimedes, Gauß und Einstein.

## Publikationen (Auswahl)
- New Light on Cosmic Rays. In: School Science and Mathematics. Band 34, Nr. 7, 1934, S. 762–765, doi:10.1111/j.1949-8594.1934.tb09778.x.
- Mechanical Detection and Measurement of the Angular Momentum of Light. In: Physical Review. Band 50, 1936, doi:10.1103/PhysRev.50.115.
- mit Charles P. Wells: Finite Deflections of a Cantilever‐Strut. In: Journal of Applied Physics. Band 22, Nr. 6, 1951, doi:10.1063/1.1700042.
- Complex Representation and Computation of Two‐Dimensional Magnetic Fields. In: Journal of Applied Physics. Band 37, Nr. 7, 1966, doi:10.1063/1.1782086.
- An Integral Formula for Two‐Dimensional Fields. In: Journal of Applied Physics. Band 38, Nr. 12, 1967, doi:10.1063/1.1709204.
- Elliptical and Circular Current Sheets to Produce a Prescribed Internal Field. In: IEEE (Hrsg.): Transactions on Nuclear Science. Band 14, Nr. 3, Juni 1967, S. 386 - 388, doi:10.1109/TNS.1967.4324586 (ieee.org).
- An Integral Formula for Two‐Dimensional Fields. In: Journal of Applied Physics. Band 38, Nr. 12, 1967, doi:10.1063/1.1709204.
- Currents and Coil Forces as Contour Integrals in Two‐Dimensional Magnetic Fields. In: Journal of Applied Physics. Band 40, Nr. 6, 1969, doi:10.1063/1.1658013.
- Evaluation of Current‐Produced Two‐Dimensional Magnetic Fields. In: Journal of Applied Physics. Band 40, Nr. 12, 1969, doi:10.1063/1.1657289.
- Complex Methods for Three-Dimensional Magnetic Fields. In: IEEE (Hrsg.): Transactions on Nuclear Science. Band 18, Nr. 3, Juni 1971, S. 901 - 903, doi:10.1109/TNS.1971.4326223 (ieee.org).